# Parafia św. Fabiana i św. Sebastiana w Ostrowie
Parafia św. Fabiana i św. Sebastiana w Ostrowie − parafia rzymskokatolicka znajdująca się w archidiecezji przemyskiej, w dekanacie Kańczuga. Patronami parafii są: św. Fabian i św. Sebastian.

## Historia
Parafia w Ostrowie została uposażona w 1600 roku przez Konstantego Korniakta z Białobrzeg, a erygowana 26 stycznia 1601 roku przez biskupa przemyskiego Wawrzyńca Goślickiego, z wydzielonego terytorium parafii w Gaci. 
Pierwszy kościół drewniany, zbudowany przed erekcją parafii, został spalony w 1624 roku przez Tatarów. W 1627 roku zbudowano drugi kościół, który został konsekrowany w 1708 roku przez bpa Pawła Dubrawskiego. W XIX wieku do parafii przyłączono Białoboki. W latach 1938–1940 zbudowano murowany kościół, według projektu arch. S. Tokarskiego, który został poświęcony w 1940 roku, przez ks. Pawła Domina.
27 października 2002 roku odbyła się konsekracja kościoła, której dokonał abp Józef Michalik.
| Proboszczowie parafii | Proboszczowie parafii |
| --- | --- |
| 1601–1616. ks. Gaspar Fabricius. 1645– ?. ks. Albert. 1695– ?. ks. Mikołaj Wasilkowski. ? – ?. ks. Chrzanowski. ? – ?. ks. Maciej Gołodziński. 1709–1711. ks. Szymon Ziółkowski. 1711– ?. ks. Jakub Szczepankiewicz. ? – ?. ks. Franciszek Pranowski. 1743–1747. ks. Michał Studziński. 1747–1758. ks. Romuald Błazowski. 1758– ?. ks. Wawrzyniec Rydzowski. ? – ?. ks. Pasieczyński. 1775–1777. ks. Paweł Ruszlewski. 1777–1792. ks. Michał Rafałowicz. 1792–1798. ks. Walenty Rafałowicz. 1798–1801. ks. Benedykt Kurowski. 1801–1830. ks. Anzelm Urbański | 1830–1837. ks. Jozef Gabrylewicz. 1838–1839. ks. Jan Michalski. 1840–1849. ks. Feliks Kamiński. 1850–1875. ks. Antoni Szostkiewicz. 1878–1903. ks. Jan Balwierczak. 1903–1907. ks. Stanisław Turkiewicz. 1907–1928. ks. Andrzej Ślisz. 1929–1935. ks. Ignacy Konkoliński. 1935–1941. ks. Jan Markiewicz. 1941–1947. ks. Jan Głód. 1947–1974. ks. Jan Dobrowolski. 1974–1993. ks. Józef Rygiel. 1993–2003. ks. Tadeusz Pieniążek. 2003–2007. ks. Wojciech Frankiewicz. 2006–2017. ks. Jan Gwabert Dąbal. 2017– nadal ks. Zenon Bieszczad. |

## Zasięg parafii
Do parafii należy 1510 wiernych z następujących miejscowości: Ostrów – 360, Białoboki – 709, Mikulice – 487. 